# Локалита Рера (Павија)
Локалита Рера је насеље у Италији у округу Павија, региону Ломбардија.
Према процени из 2011. у насељу је живело 349 становника. Насеље се налази на надморској висини од 88 м.